# Luigi Dommarco
Luigi Dommarco (Ortona, 23 dicembre 1876 – Roma, 3 settembre 1969) è stato un poeta e paroliere italiano, uno fra i poeti che hanno contribuito a dare alla poesia dialettale abruzzese un più largo senso di umanità o una più vasta ricchezza di motivi lirici.

## Biografia
Luigi Dommarco lavora dapprima come artigiano, per poi impiegarsi presso il comune di Ortona. Attivo come poeta in dialetto ortonese, lavora anche come giornalista firmando articoli in diverse riviste, come il settimanale italo-americano La Follia di New York, fondato e diretto da Riccardo Cordiferro. Nel 1909 sposa la maestra elementare Annunciata Spinelli, dalla cui lunga e fortunata unione nasceranno due figli: Alessandro, anch'egli famoso poeta dialettale, ed Elvira.
Dopo il successo della raccolta Li rose di Urtone, del 1918, Luigi Dommarco si dedica esclusivamente alla poesia in vernacolo: nei suoi versi si abbandona all'esaltazione, ora nostalgica ora giocosa, delle bellezze della sua cittadina, Ortona. I suoi testi si ritrovano ad essere musicati: particolarmente fruttuosa la collaborazione col maestro Guido Albanese, che metterà in musica successi come Che scià bbindette Urtone (1914), e la celebre Vola, vola, vola (1922), vincitrice del Festival della Canzone Italiana di Parigi nel '53 (nella cui giuria c'è Maurice Chevalier). Insieme ad Albanese e Antonio Di Jorio, Dommarco dà vita alla Maggiolata Ortonese, celebrazione annuale della canzone abruzzese.
Dopo il pensionamento e la morte della moglie (1959), il poeta si ritira a vivere a Roma, presso la figlia Elvira. Si spegnerà all'età di novantatré anni. La sua ultima raccolta, Urtone di na vote, risale al 1961.
Il meglio della poesia dialettale di Luigi Dommarco, sarà raccolta dal figlio Alessandro, che la pubblica col titolo di Poesie scelte (Roma, Ed. Dell'Urbe, 1984). Della sua opera si sono occupati, in qualità di critici, insigni letterati come Ernesto Giammarco, Ottaviano Giannangeli, Vittoriano Esposito ed Emerico Giachery.